# Смугаста медовка
Смуга́ста медо́вка (Glycifohia) — рід горобцеподібних птахів родини медолюбових (Meliphagidae). Представники цього роду мешкають на Новій Каледонії та на островах Вануату.

## Види
Виділяють два види:
- Медовка смугаста (Glycifohia undulata)
- Медовка білочерева (Glycifohia notabilis)